# Leonai Souza
Leonai Souza de Almeida (n. Pontal, Brasil; 28 de abril de 1995) es un futbolista brasileño. Juega de centrocampista y su equipo actual es Barcelona Sporting Club de la Serie A de Ecuador.

## Trayectoria

### Inicios
Leonai jugó para Olé Brasil cuando era joven, e hizo su debut absoluto con Jaboticabal en 2016, jugando para el equipo en un torneo no oficial llamado Taça Paulista. Fue anunciado por Sete de Dourados en enero de 2017, pero pasó solo 40 días en el club antes de irse. Durante ese período, también trabajó como mozo de almacén en un supermercado y como ayudante en un laboratorio químico.
El 26 de abril de 2017 se incorporó a Taquaritinga. Después de impresionar con el equipo en el Campeonato Paulista Segunda Divisão, fue anunciado en Comercial-SP el 16 de enero de 2018.
El 17 de octubre de 2018, después de ayudar a Comercial en su ascenso al Campeonato Paulista Série A3 renovó su contrato hasta 2020. Marcó su primer gol con el club el 6 de abril, anotando el gol de la victoria por 1-0 sobre el Desportivo Brasil.

### Plaza Colonia
El 6 de noviembre de 2019, Comercial confirmó el traspaso de Leonai al club uruguayo Plaza Colonia. Hizo su debut profesional, y en Primera División, el 7 de marzo de 2020, sustituyendo a Leandro Suhr en la segunda parte en el empate 1-1 en casa contra Fénix.
Leonai se convirtió en titular habitual de las Patas Blancas y anotó su primer gol profesional el 28 de junio de 2021, anotando el primer gol en el empate 1-1 en casa contra Cerro Largo. Al final de esa temporada fue elegido como el mejor jugador extranjero del torneo por Referí, la sección de fútbol del diario El Observador.

#### Cedido a Barcelona
El 10 de enero de 2022, el Barcelona Sporting Club de la Serie A de Ecuador anunció que Leonai se había unido al club a préstamo por un año, con una cláusula de rescisión.

## Clubes
| Club                  | País          | Año           | Partidos | Goles |
| --------------------- | ------------- | ------------- | -------- | ----- |
| Jaboticabal Atlético  | Brasil        | 2017          | -        | -     |
| Sete de Setembro      | Brasil        | 2017          | -        | -     |
| Atlético Taquaritinga | Brasil        | 2017          | 0        | 0     |
| Comercial F. C.       | Brasil        | 2018-2019     | 36       | 1     |
| Plaza Colonia         | Uruguay       | 2020-2021     | 63       | 1     |
| Barcelona S. C.       | Ecuador       | 2022-act.     | 113      | 1     |
| Total carrera         | Total carrera | Total carrera | 212      | 3     |

## Estadísticas

### Clubes
Actualizado al último partido disputado el 2 de agosto de 2025.
| Club                      | Temporada     | Liga          | Liga  | Liga  | Copas nacionales | Copas nacionales | Copas internacionales | Copas internacionales | Otros | Otros | Total | Total |
| Club                      | Temporada     | Div.          | Part. | Goles | Part.            | Goles            | Part.                 | Goles                 | Part. | Goles | Part. | Goles |
| ------------------------- | ------------- | ------------- | ----- | ----- | ---------------- | ---------------- | --------------------- | --------------------- | ----- | ----- | ----- | ----- |
| Comercial F. C. · Brasil  | 2019          | 4.ª           | 16    | 1     | —                | —                | Inexistentes          | Inexistentes          | 20    | 0     | 36    | 1     |
| Comercial F. C. · Brasil  | Total equipo  | Total equipo  | 16    | 1     | 0                | 0                | 0                     | 0                     | 20    | 0     | 36    | 1     |
| Plaza Colonia · Uruguay   | 2020          | 1.ª           | 31    | 0     | Inexistentes     | Inexistentes     | 3                     | 0                     | —     | —     | 34    | 0     |
| Plaza Colonia · Uruguay   | 2021          | 1.ª           | 29    | 1     | Inexistentes     | Inexistentes     | —                     | —                     | —     | —     | 29    | 1     |
| Plaza Colonia · Uruguay   | Total equipo  | Total equipo  | 60    | 1     | 0                | 0                | 3                     | 0                     | 0     | 0     | 63    | 1     |
| Barcelona S. C. · Ecuador | 2022          | 1.ª           | 17    | 1     | 1                | 0                | 8                     | 0                     | 0     | 0     | 26    | 1     |
| Barcelona S. C. · Ecuador | 2023          | 1.ª           | 24    | 0     | 0                | 0                | 7                     | 0                     | 0     | 0     | 31    | 0     |
| Barcelona S. C. · Ecuador | 2024          | 1.ª           | 21    | 0     | 1                | 0                | 8                     | 0                     | 0     | 0     | 30    | 0     |
| Barcelona S. C. · Ecuador | 2025          | 1.ª           | 18    | 0     | 0                | 0                | 7                     | 0                     | 0     | 0     | 25    | 0     |
| Barcelona S. C. · Ecuador | Total equipo  | Total equipo  | 80    | 1     | 2                | 0                | 31                    | 0                     | 0     | 0     | 113   | 1     |
| Total carrera             | Total carrera | Total carrera | 156   | 3     | 2                | 0                | 34                    | 0                     | 20    | 0     | 212   | 3     |
| 1. 2. 3.                  |               |               |       |       |                  |                  |                       |                       |       |       |       |       |

## Palmarés

### Campeonatos nacionales
| Título          | Club          | País    | Año  |
| --------------- | ------------- | ------- | ---- |
| Torneo Apertura | Plaza Colonia | Uruguay | 2021 |

### Distinciones individuales
| Distinción                       | Año  |
| -------------------------------- | ---- |
| Once ideal de la LigaPro Serie A | 2023 |